# Sembouès
Sembouès település Franciaországban, Gers megyében. Lakosainak száma 58 fő (2022. január 1.). Sembouès Buzon, Blousson-Sérian, Cazaux-Villecomtal, Ricourt és Saint-Justin községekkel határos.

## Népesség
A település népessége az elmúlt években az alábbi módon változott:
| Lakosok száma | 48   | 69   | 62   | 61   | 60   | 59   | 60   | 60   | 59   | 58   |
|               | 1968 | 1982 | 1990 | 2006 | 2013 | 2015 | 2017 | 2019 | 2020 | 2022 |